# Gruppe 33
Die Gruppe 33 war ein antifaschistischer Zusammenschluss von Basler Künstlern, der 1933 aus Protest gegen die konservativen Tendenzen der Gesellschaft schweizerischer Maler, Bildhauer und Architekten (GSMBA) gegründet wurde.

## Geschichte
Am 10. Mai 1933 – am Tag als in Deutschland die Bücherverbrennungen stattfanden – wurde in Basel die Künstlervereinigung Gruppe 33 offiziell gegründet. Zu den Gründungsmitgliedern gehörten Otto Abt, Walter Bodmer, Walter Kurt Wiemken, Paul Camenisch, Theo Eble, Max Sulzbachner, Serge Brignoni, Louis Léon Weber, Ernst Musfeld, Rudolf Maeglin, Otto Staiger, Carlo König und Willy Hege.
Weitere Mitglieder waren Irène Zurkinden, Max Wilke, Max Haufler, Charles Hindenlang, Meret Oppenheim, Hermann Eidenbenz, Walter Gürtler, Kurt Seligmann, Walter Johannes Moeschlin, Bénédict Remund, Adolf Weisskopf, Thomas Keller, Alex Maier, Rudolf Kern und Hans Rudolf Schiess. 
Der Gruppe 33 schlossen sich auch die Architekten Paul Artaria, Hans Schmidt, Ernst Mumenthaler, Ernst Egeler, Giovanni Panozzo und Otto Meier an. Der Basler Kunsthistoriker und Kurator Georg Schmidt fungierte als Mentor der Gruppe.
Erstmals trat die Gruppe 33 mit ihren Arbeiten an der Weihnachtsausstellung von 1933 an die Öffentlichkeit. Im Jahr 1942 stellte die Gruppe 33 ihre Werke zum ersten Mal ausserhalb von Basel, im Palais de Rumine in Lausanne aus und international im Jahr 1950, in der Pariser Galerie Kléber. 1983/1984 erfolgte die Wanderausstellung, 50 Jahre Gruppe 33.
Viele Mitglieder der Gruppe 33 schufen Basler Künstlerlarven für das Larvenatelier Tschudin. Da während des Zweiten Weltkrieges die Strassenfasnacht verboten wurde, gründete die Gruppe 33 den Club 33, der u. a. das Zyschdigfescht (Fastnachtsdienstag) in der Kunsthalle Basel ausrichtete. Damit hielt sie die Basler Fasnachtskultur über die Kriegsjahre hinweg am Leben: Der Club 33 hatte seinen Sitz in der Steinenvorstadt und diente für Ausstellungen, Lesungen, Tanzanlässe und avancierte zum Treffpunkt der dissidenten Kulturschaffenden. So trat auch das «Emigrantenkabarett» Pfeffermühle regelmässig im Clublokal auf. Der Club musste 1942 geschlossen werden.
Im Jahr 1934 setzte sich die Gruppe 33 dafür ein, dass sie in der Kommission des staatlichen Kunstkredits Basel-Stadt vertreten war. Dies wurde jedoch von den etablierten Mitgliedern aus der GSMBA abgelehnt, woraufhin die Gruppe 33 den Entscheid bis vor Bundesgericht zog, wo sie 1935 letztinstanzlich abgewiesen wurde. Zu einer Einigung kam es erst 1939. Im Jahr 1940 wurde ein Minderheiten-Einsitz in der Kommission reglementiert, der die Monopolstellung der GSMBA in der Basler Kulturpolitik aufhob. Die Juroren der GSMBA revanchierten sich für ihren Machtverlust damit, dass sie bei Kunstkredit-Wettbewerben die Bewerber aus der Gruppe 33 fortan zensurierten: Lag ihr Anteil am Jahresbudget des Kunstkredites bis 1934 noch bei 20 bis 25 Prozent, so sank er in den entscheidenden Jahren 1934/35 auf unter zehn Prozent. Die Auseinandersetzung der zwei Gruppierungen wurde zu Recht als «Windmühlekrieg» bezeichnet, hinter dem sich die Konturen eines bedrohlicheren Kulturkampfes abzeichneten: die Kunsthetze der Basler Frontisten. Der Druck und die Polemik aus dem rechten Lager führten schliesslich zur Beendigung der Auseinandersetzungen zwischen der GSMBA und der Gruppe 33.
Im Jahr 1948 formierte sich gegen die inzwischen gemeinsam dominierenden Künstlerorganisationen Gruppe 33 und GSMBA eine neue Protestbewegung: Der Kreis 48 war eine Basler Künstlergruppe, die sich im Jahr 1948 auf Initiative von Max Kämpf bildete.
Im Jahr 1953 wurde Paul Camenisch wegen seiner PdA-Mitgliedschaft ausgeschlossen und 1958 wurden Bodmer, Eble und Weisskopf ausgeschlossen. Im Jahr 1969 trat Otto Abt als langjähriger Präsident zurück. Überraschenderweise wurde Rudolf Kern als Nachfolger gewählt. Aus gesundheitlichen Gründen konnte dieser jedoch das Amt nicht ausführen. 
An der Vereinssitzung des 27. Mai 1970 wurde von den anwesenden Mitgliedern Irène Zurkinden, Meret Oppenheim, Otto Abt, Max Sulzbachner, Thomas Keller, Carlo König, Ernst Mumenthaler und Ernst Egeler einstimmig beschlossen, sich aus allen Kommissionen und Jurys zurückzuziehen und die Organisation des Zyschdigfeschtes aufzugeben. Seither war die Gruppe 33 nicht mehr aktiv. 1978, nachdem der letzte amtierende Präsident Ernst Egeler verstorben war, zogen sich die ehemaligen Mitglieder vollständig aus dem öffentlichen Leben zurück.